# Вірусна оболонка

Схема цитомегаловірусу

Вірусна оболонка або суперкапсид — зовнішній шар багатьох видів вірусів. Вона захищає генетичний матеріал під час переміщення між клітинами-господарями. Не всі віруси мають оболонки. 
Зазвичай оболонки утворюються з частинок мембран клітин-господарів (фосфоліпідів та протеїнів), але містять трохи вірусних глікопротеїнів. Вони можуть допомагати вірусам обходити імунну систему господаря. Глікопротеїни на поверхні оболонки служать для ідентифікації рецептора на мембрані господаря та прив'язки до нього. Після цього вірусна оболонка зливається з мембраною господаря, дозволяючи капсиду та вірусному геному проникнути на інфікувати господаря.
Деякі віруси з оболонками також мають капсид, інший протеїновий шар між оболонкою та геномом.
Клітина, від якої відбруньковується вірус, зазвичай помирає або стає ослаблена і викидає більше вірусних частинок протягом певного періоду. Ліпідна двошарова оболонка цих вірусів відносно чутлива до висушування, нагрівання та мийних засобів, тому такі віруси легше стерилізувати, ніж віруси, що не мають оболонки, мають обмежену можливість виживання за межами середовища господаря і зазвичай повинні переноситись безпосередньо від господаря до господаря. Віруси з оболонкою дуже добре пристосовуються і можуть швидко змінюватися для обходу імунної системи. Віруси з оболонкою можуть спричинити стійкі інфекції.